# La Firmeza
La Firmeza es una localidad argentina ubicada en el departamento Copo de la provincia de Santiago del Estero. Se encuentra sobre la ruta provincial 4, 30 km al Sudoeste de Monte Quemado.
La presencia de arsénico en el agua de pozo es un gran inconveniente para la salud de la población, muchos de ellos niños.

## Población
Cuenta con 69 habitantes (Indec, 2010), lo que representa un descenso del 48,5% frente a los 134 habitantes (Indec, 2001) del censo anterior.
| Gráfica de evolución demográfica de La Firmeza entre 1991 y 2010 |
|                                                                  |
| Fuente: Censos nacionales del INDEC                              |